# Urocitellus parryii

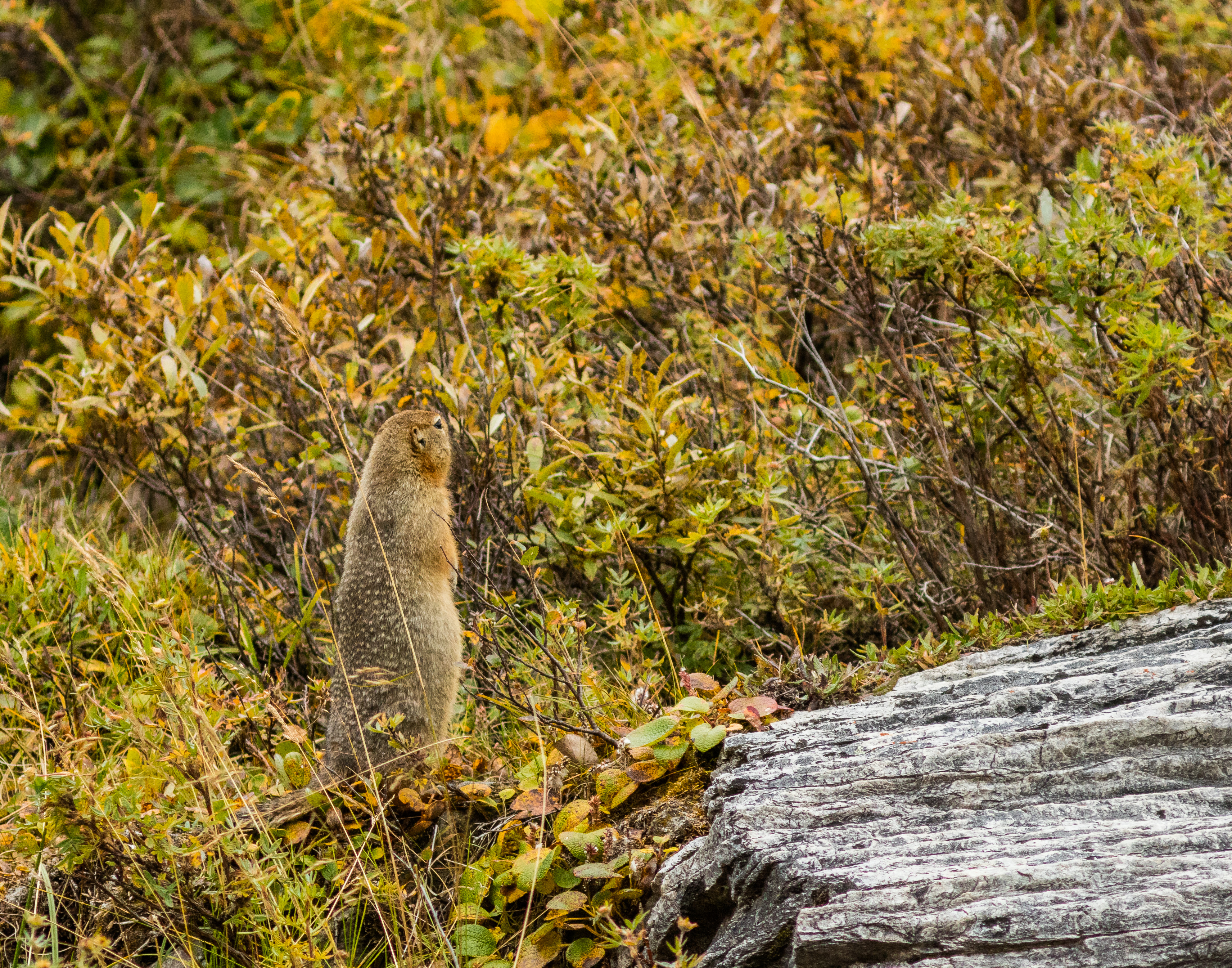
Ejemplar en el parque nacional Denali, Alaska.

El suslic ártico o suslik ártico (Urocitellus parryii o Spermophilus parryii) es una especie de suslic nativo del Ártico. Vive en la tundra de Alaska, norte del Canadá y Siberia. Es la presa del zorro ártico, el glotón, el lince, el oso gris y el águila. Está relacionado genéticamente con la marmota. Sus madrigueras están rellenas de líquenes, hojas y pelo de buey almizclero.

## Descripción
Es de color beige con marcas blancas alrededor de los ojos, manchas blancas en la espalda y tiene la cola oscura. Tiene unos 39 cm de longitud y pesa unos 750 gramos de media.

## Reproducción
Viven en colonias dominadas por un macho, se aparean a mediados de mayo y la gestación dura unos 25 días resultando en entre 5 y 10 cachorros.

## Comportamiento
El suslic ártico hiberna desde principios de septiembre a finales de abril. Durante este tiempo la temperatura de su cuerpo puede pasar de los 37 °C a -3 °C. Durante los meses calurosos el suslic está activo de día. La comunicación entre suslics es sonora y física.

## Alimentación
El suslic se alimenta de hierbas, setas, juncos, arándanos, brotes, raíces, tallos, hojas, flores, granas, y ocasionalmente de insectos, roedores y ratones de campo. Algunas veces el suslic transporta alimento a la madriguera dentro de sus mejillas.